# Eugene Lyons
Eugene Lyons (Uzlyany, 1 de julho de 1898 - Nova Iorque, 7 de janeiro de 1985) foi um jornalista e escritor estadunidense nascido em Belarus. Um companheiro de viagem do comunismo em seus anos de juventude, Lyons tornou-se altamente crítico da União Soviética, depois de vários anos, como correspondente da United Press International. Lyons também escreveu uma biografia do presidente Herbert Hoover.

## Biografia
Eugene Lyons nasceu em 1º de julho de 1898, em uma família judia na cidade de Uzlyany, hoje parte da Belarus, mas, em seguida, partiu do Império Russo. Seus pais eram Nathan Lyons e Minnie Privin. Eles emigraram para os Estados Unidos e ele cresceu entre os cortiços cheias e odorífera do Lower East Side de Nova Iorque.
Em 1916, Lyons matriculou-se no Colégio da Cidade de Nova Iorque antes de se transferir para a Universidade Columbia no ano seguinte. Durante seus anos de escola, ele trabalhou como assistente de um professor de Inglês em um curso de educação de adultos.

## Obras
- The Life and Death of Sacco and Vanzetti. Nova Iorque: International Publishers, 1927.
- Modern Moscow. Londres: Hurst & Blackett, 1935.
- Moscow Carrousel. Nova Iorque: Alfred A. Knopf, 1935.
- Assignment in Utopia. Nova Iorque: Harcourt, Brace and Co., 1937.
- Stalin, Czar of all the Russias. Filadélfia: Lippincott, 1940.
- The Red Decade: The Stalinist Penetration of America. Indianápolis: Bobbs-Merrill, 1941.
- Our Unknown Ex-President: A Portrait of Herbert Hoover. Garden City, NI: Doubleday, 1948.
- Our Secret Allies: The Peoples of Russia. Nova Iorque: Duell, Sloan e Pearce, 1953.
- Herbert Hoover: A Biography. Garden City, Ni: Doubleday,1964.
- David Sarnoff: A Biography. Nova Iorque: Harper & Row, 1966.
- Workers’ Paradise Lost: Fifty Years of Soviet Communism: A Balance Sheet. Nova Iorque: Funk e Wagnalls 1967.